# Star Wars: Clone Wars Adventures
Star Wars: Clone Wars Adventures est un jeu en ligne présentant un monde virtuel basé sur la série télévisée d'animation Star Wars: The Clone Wars. Les joueurs créent et personnalisent dans le monde leur avatar et peuvent participer à toutes sortes de mini-jeux et activités, gagner des crédits de la République pour acheter de nouvelles armes, des tenues, des vaisseaux. Le jeu reprend le moteur de jeu de Free Realms.
Clone Wars Adventures est téléchargeable et jouable gratuitement, mais seulement ceux qui ont payé un abonnement peuvent avoir accès à la majorité des fonctionnalités du jeu. En outre, de nombreux costumes et articles haut de gamme peuvent seulement être achetés avec du Station Cash, une forme de monnaie du jeu que les joueurs doivent acheter avec de l'argent réel au lieu des crédits de jeu.
En février 2011, le jeu bénéficie de plusieurs nouveaux langages, en plus de l'anglais de la version originale, permettant de jouer en Français, allemand, espagnol (castillan), espagnol (latino-américain) et portugais.
Clone Wars Adventures atteint 10 millions de joueurs inscrits en mars 2012. Ces dix premiers millions de joueurs qui ont rejoint ont eu un équipement en or des Death Watch et une grande présentation des statistiques de jeu de SOE depuis le lancement du jeu.
Le 24 janvier 2014, Sony Online Entertainment annonce que le jeu sera arrêté le 31 mars 2014.

## Accueil
Star Wars: Clone Wars Adventures reçoit un accueil très mitigé lors de sa sortie de la part de la presse spécialisée, voir assez négatif, les observateurs le comparant à un regroupement de mini-jeux décevant plutôt qu'un réel monde virtuel, dans lequel seulement quelques-uns d'entre-eux semblent présenter un réel intérêt,,.
IGN émet un avis mitigé concernant le jeu lors de sa sortie, constatant qu'il n'est pas un MMO traditionnel et le juge comme un « sac fourre-tout de plusieurs mini-jeux » en solo sur lesquels sont saupoudrés un peu d'interactions sociales. Le site juge certains mini-jeux « étonnamment » de haute qualité, mais rétorque qu'ils ne restent que ce qu'ils sont, de simples mini-jeux. Jeuxvideo.com constate qu'il n'y a aucun combat ou quête à mener, aucun monde à explorer ni personnage à faire progresser, ni même un univers virtuel, puisque le site compare le jeu à un regroupement de mini-jeux, une sorte de « party game ». Le site estime que seulement quatre à cinq jeux sont réellement « ambitieux », et que leur intérêt est inégal. Eurogamer note  que les micropaiements sont importants. Le site décrit le jeu comme « un site web sympa regorgeant de mini-jeux décents ».